# Quantez
Quantez è un film del 1957 diretto da Harry Keller.
È un western statunitense con Fred MacMurray e Dorothy Malone.

## Produzione
Il film, diretto da Harry Keller su una sceneggiatura di R. Wright Campbell e un soggetto di Anne Edwards e dello stesso Campbell, fu prodotto da Gordon Kay per la Universal International Pictures e girato da inizio luglio all'inizio di agosto 1956.

## Distribuzione
Il film fu distribuito negli Stati Uniti nell'ottobre 1957 (première a New York il 6 settembre) al cinema dalla Universal Pictures.
Altre distribuzioni:
- in Finlandia il 7 giugno 1957 (Taistelu aavekaupungissa)
- in Australia il 5 luglio 1957
- in Francia il 4 ottobre 1957 (Qantez le dernier repaire)
- in Germania Ovest il 10 ottobre 1957 (Quantez, die tote Stadt)
- in Svezia l'11 novembre 1957 (Döden väntar i gryningen)
- in Austria nel dicembre del 1957 (Quantez, die tote Stadt)
- in Brasile (A Última Etapa)
- in Italia (Quantez)
- in Grecia (I symmoria tis aspastis alysidas)

## Critica
Secondo il Morandini il film è un "curioso western" d'azione che rivela un ambizioso tentativo di "introspezione dei personaggi".